# Великий Двор (посёлок)
Вели́кий Двор — посёлок в Лидском сельском поселении Бокситогорского района Ленинградской области.

## История
По данным 1966 года посёлок Великий Двор входил в состав Скверского сельсовета Бокситогорского района.
По данным 1973 и 1990 годов посёлок Великий Двор входил в состав Заборьевского сельсовета.
В 1997 году в посёлке Великий Двор Заборьевской волости проживали 8 человек, в 2002 году — 1 человек (русский).
В 2007 году в посёлке Великий Двор Заборьевского сельского поселения проживали 3 человека, в 2010 году — 2 человека. 
Со 2 июня 2014 года — в составе вновь созданного Лидского сельского поселения Бокситогорского района.
В 2015 году в посёлке Великий Двор Лидского СП проживал 1 человек.

## География
Посёлок расположен в северо-восточной части района к западу от автодороги 41К-033 (Сомино — Ольеши).
Расстояние до посёлка Заборье — 18 км.
Расстояние до ближайшей железнодорожной станции Заборье — 19 км. 
Посёлок находится на правом берегу реки Лидь.

## Инфраструктура
На 1 января 2015 года в посёлке было зарегистрировано 1 домохозяйство.
На 1 января 2016 года в посёлке не было зарегистрировано домохозяйств.